# Piscinão de São Gonçalo

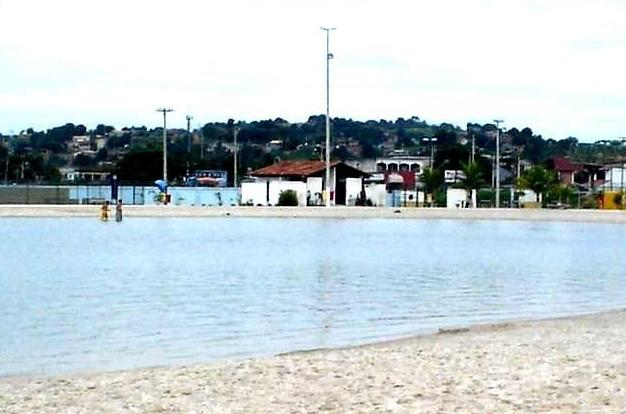
Piscinão de São Gonçalo

Piscinão de São Gonçalo ou Parque Ecológico da Praia das Pedrinhas foi uma área de lazer que consistia em uma praia artificial associada a uma piscina pública de água salgada, instalada no bairro de Boa Vista, no município de São Gonçalo, no estado do Rio de Janeiro, no Brasil. Foi desativado em 2015, e desde então, segue inativo. 

## História
Está localizada na Rodovia Niterói-Manilha. Costumava ser bastante frequentado pelos moradores das redondezas, mas esteve abandonado por dois anos devido à transferência de sua administração do governo do estado do Rio de Janeiro para a prefeitura de São Gonçalo, que não tinha condições financeiras de fazer sua manutenção.. Em 2010, porém, foi reaberto e remodelado.
Seus espaços disponíveis no Piscinão de São Gonçalo são: Piscina de água tratada, anfiteatro, quadras de vôlei de praias e futebol de areia, estação de tratamento de água, área de convivência, refeitório, visitas ao manguezal, banheiros e vestiários, além de um pólo do CBMERJ e da PMERJ no interior do Piscinão, reforçando a segurança dos usuários.

## Serviço
Desde 2011 o Piscinão de São Gonçalo - Parque Ambiental Praia das Pedrinhas, atende a população local através do Programa Atitude Sustentável patrocinado pela Petrobrás e desenvolvido pelo Instituto Muda Mundo[ligação inativa]. O programa atende a crianças, jovens, adultos, pessoas com deficiência e idosos da região, propiciando a integração entre as diversas fases da vida humana e qualificando estas relações através de atividade socioeducativas. esse programa tem como foco uma programação sistemática que pretende estimular o sentimento de pertencimento da população local e as boas práticas que promovem mudança de comportamento. As atividades são gratuitas oferecidas através de atividades esportivas, oficinas e visita guiada. 

## Descaso e abandono
O Piscinão de São Gonçalo foi inaugurado em 2004 e custou R$ 13 milhões aos cofres públicos. Após apenas quatro anos de uso, foi fechado pela primeira vez em 2008. Foi remodelado em 2010, quando foi reaberto ao público, ao custo de R$ 4 milhões empregados na revitalização. Após mais quatro anos de uso, o Piscinão voltou a ser fechado em 2014, e no ano seguinte, já se encontrava completamente inativo. 
Desde então, o espaço que dava lugar ao Piscinão encontra-se abandonado e com vegetação crescente no lugar onde antes ficava localizada a lagoa artificial. Atualmente, no antigo estacionamento do Piscinão, são realizadas provas de habilitação pelo DETRAN-RJ.